# Shardeloes

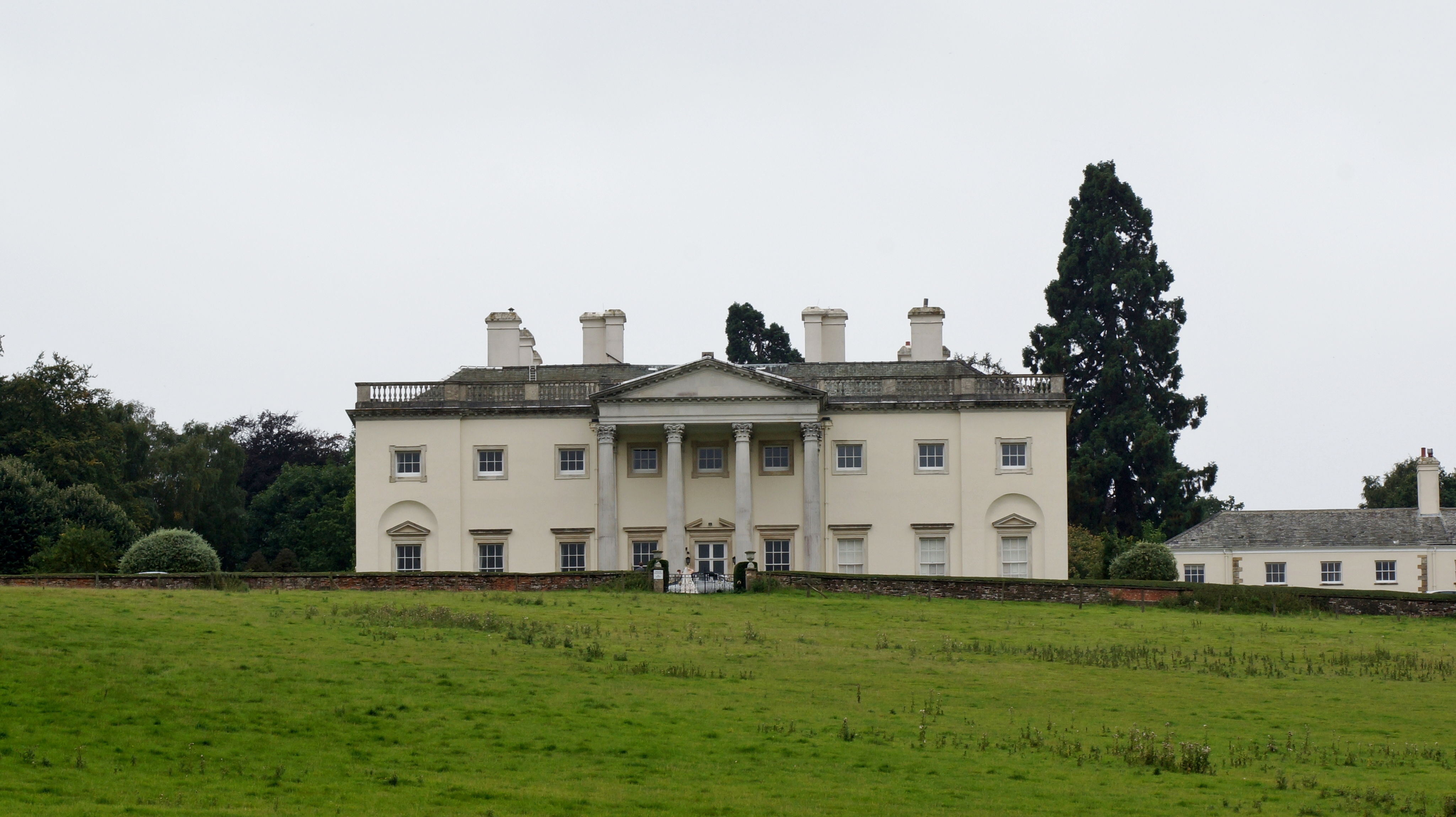
Shardloes

Shardeloes ist ein Country House westlich von Amersham in Buckinghamshire. Ein früheres Herrenhaus an dieser Stelle wurde abgerissen, als der gegenwärtige Bau zwischen 1758 und 1766 für William Drake Senior, den Parlamentsabgeordneten von Amersham gebaut wurde.

## Design und Bau
Der Architekt und ausführende Baumeister war Stiff Leadbetter; das Design der Inneneinrichtung wurde von Robert Adam 1761 entworfen. Das Haus ist im Stil des Palladianismus aus stuckverzierten Ziegeln gebaut. Es wurde mit einer Beletage im Erdgeschoss und einem Mezzanin darüber entworfen.
Auf der Nordseite gibt es einen großen Porticus mit korinthischen Säulen. Die letzten Fenster der Beletage sind in flache Nischen zurückversetzt, da sie das Ende der Ostseite bilden. Das Dach ist typisch für den palladinischen Stil hinter einem Baluster verborgen. Die Originalpläne für das Haus von Leadbetter lassen es eher wie Holkham Hall aussehen, mit eckigen Türmen am Ende, aber Adam war dagegen und setzte sich für den Porticus ein.
Im Inneren des Hauses gibt es Putzarbeiten von Joseph Rose. Die Eingangshalle besitzt dorische Pilaster und gewaltige Türen am Nord- und Südende. Das Esszimmer hat Stuckverzierungen in der Decke. Die Bibliothek wurde von James Wyatt im Stil des Klassizismus gestaltet und ist mit Malereien von Biagio Rebecca versehen. Das Haus war so angelegt, dass alle wichtigen Räume einschließlich der Schlafzimmer im Erdgeschoss lagen und es keinen Grund für einen großartigen Treppenaufgang gab.
An der Westseite des Hauses befindet sich ein Block für Hausarbeiten und ein Stallgebäude, die zur gleichen Zeit errichtet wurden. Den Stallbereich betritt man durch fünf Bögen; das rechteckige Gebäude mit seinem Uhrturm hat hervorragende Seitenflügel und ein steiles Dach.

## Gelände
Humphry Repton war beauftragt das umgebende Gelände als einen Englischen Landschaftsgarten am Hang der Erhebung auf der das Haus steht zu gestalten. Repton staute den River Misbourne um einen See anzulegen.

## Weitere Geschichte
Das Haus war der Familiensitz der Familie Tyrwhitt-Drake Zweiten Weltkrieg. Dann wurde das Haus als Geburtsklinik für aus London evakuierte Frauen beschlagnahmt. Rund 3000 Kinder wurden dort geboren. Darunter war 1944 Tim Rice. Nach dem Ende des Krieges schien es, als wenn das Haus abgerissen würde, bis sich eine örtliche Interessengruppe zusammen mit dem „Council for the Protection of Rural England“ dafür einsetzte das Haus zu erhalten. Shardeloes ist heute in Privatwohnungen aufgeteilt und die großen Empfangsräume sind als Gemeinschaftsräume für die Bewohner erhalten geblieben.